# Жерьобкін В'ячеслав Пантелійович
В'ячеслав Пантелійович Жерьобкін (нар. 30 серпня 1968, селище Мещеріне, Московська область (РРФСР, СРСР) — російський співак, музикант, учасник гурту «На-На».
Заслужений артист Російської Федерації (2001).

## Життєпис
В'ячеслав Жерьобкін народився 30 серпня 1968 року в селищі Мещеріне Московської області. З раннього дитинства займався футболом, бойовими мистецтвами та музикою. Після закінчення ПТУ (нині ПК № 31) у 1989 році, де майбутній артист здобував кваліфікацію апаратника-гідрометалурга, його призвали до лав радянської армії. В'ячеслав служив у танковій частині. Після деморбілізації працював на заводі. У 1992 році пройшов кастинг і став солістом гурту «На-На», в якому працює нині.

## Родина
Двічі дружений.
Діти:
- Від другого шлюбу четверо дітей: донька Ліза (нар. 2014), сини Денис (нар. 2016), Кирило (нар. 2019), Віталій (нар. 2020).
- Від першого шлюбу є ще двоє дітей: донька Ксенія Жерьобкіна (нар. 07.05.1994) та син Данило Жерьобкін (нар. 1997)[2].

## Музична кар'єра
- 1992 — по теперішній час — виконавець російського гурту «На-На».
- 2000 — підписав контракт з Dick Clark Productions[3].

## Фільмографія
- 1995 — Старі пісні про головне — учасник бригади косарів
- 1997 — Старі пісні про головне 3 — трудівник крайньої Півночі
- 2011 — Зайцев+1 — камео
- 2013 — Єралаш — камео